# Asura hieroglyphica
Asura hieroglyphica is een beervlinder uit de familie van de spinneruilen (Erebidae). De wetenschappelijke naam van de soort is voor het eerst geldig gepubliceerd in 1913 door Lionel Walter Rothschild.